# Allsvenskan i bandy 1982/1983
Allsvenskan i bandy 1982/1983 var Sveriges högsta division i bandy för herrar säsongen 1982/1983. Södergruppsvinnaren IF Boltic lyckades vinna svenska mästerskapet efter seger med 5-0 i förlängning mot södergruppstvåan Villa BK i finalmatchen på Söderstadion i Stockholm den 20 mars 1983.

## Förlopp
Skytteligan vanns av Mikael Arvidsson, Villa BK med 57 fullträffar..

## Seriespelet

### Norrgruppen
Spelades 28 november 1982-1 mars 1983.
| Nr | Lag            | S  | V  | O | F  | +/-    | P  |
| -- | -------------- | -- | -- | - | -- | ------ | -- |
| 1  | Edsbyns IF     | 22 | 15 | 2 | 5  | 105-59 | 32 |
| 2  | IK Sirius      | 22 | 12 | 4 | 6  | 81-65  | 28 |
| 3  | Brobergs IF    | 22 | 12 | 3 | 7  | 75-65  | 27 |
| 4  | Ljusdals BK    | 22 | 9  | 5 | 8  | 87-82  | 23 |
| 5  | Sandvikens AIK | 22 | 10 | 2 | 10 | 89-81  | 22 |
| 6  | Västerås SK    | 22 | 9  | 1 | 12 | 82-100 | 19 |
| 7  | Selånger SK    | 22 | 7  | 4 | 11 | 76-77  | 18 |
| 8  | Bollnäs GIF    | 22 | 6  | 2 | 14 | 66-105 | 14 |

### Södergruppen
Spelades 28 november 1982-1 mars 1983.
| Nr | Lag            | S  | V  | O | F  | +/-    | P  |
| -- | -------------- | -- | -- | - | -- | ------ | -- |
| 1  | IF Boltic      | 22 | 15 | 4 | 3  | 125-60 | 34 |
| 2  | Villa BK       | 22 | 15 | 2 | 5  | 129-85 | 32 |
| 3  | IFK Motala     | 22 | 12 | 5 | 5  | 85-63  | 29 |
| 4  | Vetlanda BK    | 22 | 11 | 5 | 6  | 107-86 | 27 |
| 5  | Ale Surte SK   | 22 | 9  | 1 | 12 | 84-98  | 19 |
| 6  | Örebro SK      | 22 | 6  | 2 | 14 | 80-108 | 14 |
| 7  | Nässjö IF      | 22 | 5  | 2 | 15 | 68-121 | 12 |
| 8  | IFK Vänersborg | 22 | 1  | 0 | 21 | 63-147 | 2  |

## Seriematcherna

### Norrgruppen
- 28 november 1982 Brobergs IF-Selånger SK 6-5
- 28 november 1982 Edsbyns IF-Sandvikens AIK 4-1
- 28 november 1982 IK Sirius-Bollnäs GIF 5-3
- 28 november 1982 Västerås SK-Ljusdals BK 5-4

- 4 december 1982 Bollnäs-Villa 3-5 (mix)
- 4 december 1982 Sandviken-Örebro 5-2 (mix)
- 4 december 1982 Selånger-Nässjö 8-4 (mix)
- 4 december 1982 Ljusdal-Ale Surte 3-1 (mix)
- 4 december 1982 Boltic-Västerås 9-1 (mix)
- 4 december 1982 Motala-Sirius 2-2 (mix)
- 4 december 1982 Vetlanda-Edsbyn 2-6 (mix)
- 4 december 1982 Vänersborg-Broberg 2-5 (mix)

- 5 december 1982 Bollnäs-Nässjö 8-4 (mix)
- 5 december 1982 Ljusdal-Örebro 6-4 (mix)
- 5 december 1982 Sandviken-Villa 5-6 (mix)
- 5 december 1982 Selånger-Ale Surte 2-3 (mix)
- 5 december 1982 Boltic-Sirius 7-1 (mix)
- 5 december 1982 Motala-Broberg 0-1 (mix)
- 5 december 1982 Vetlanda-Västerås 6-3 (mix)
- 5 december 1982 Vänersborg-Edsbyn 6-11 (mix)

- 12 december 1982 Broberg-Sandviken 2-2
- 12 december 1982 Edsbyn-Selånger 5-2
- 12 december 1982 Sirius-Ljusdal 7-3
- 12 december 1982 Västerås-Bollnäs 7-6

- 18 december 1982 Selånger-Västerås 3-3
- 19 december 1982 Edsbyn-Broberg 2-3
- 19 december 1982 Ljusdal-Bollnäs 2-2
- 19 december 1982 Sirius-Sandviken 5-1

- 26 december 1982 Bollnäs-Edsbyn 1-6
- 26 december 1982 Ljusdal-Broberg 2-3
- 26 december 1982 Sandviken-Selånger 5-1
- 26 december 1982 Västerås-Sirius 1-2

- 28 december 1982 Broberg-Bollnäs 3-4
- 28 december 1982 Edsbyn-Ljusdal 3-3
- 28 december 1982 Sandviken-Västerås 7-4
- 28 december 1982 Selånger-Sirius 2-2

- 31 december 1982 Bollnäs-Sandviken 2-8
- 31 december 1982 Ljusdal-Selånger 1-5
- 31 december 1982 Sirius-Broberg 3-4
- 31 december 1982 Västerås-Edsbyn 1-6

- 2 januari 1983 Broberg-Västerås 2-1
- 2 januari 1983 Edsbyn-Sirius 4-3
- 2 januari 1983 Sandviken-Ljusdal 8-4
- 2 januari 1983 Selånger-Bollnäs 3-1

- 6 januari 1983 Bollnäs-Vetlanda 2-2 (mix)
- 6 januari 1983 Ljusdal-Boltic 2-6 (mix)
- 6 januari 1983 Sandviken-Vänersborg 8-3 (mix)
- 6 januari 1983 Selånger-Motala 1-3 (mix)
- 6 januari 1983 Ale Surte-Västerås 7-4 (mix)
- 6 januari 1983 Nässjö-Edsbyn 2-3 (mix)
- 6 januari 1983 Villa-Broberg 2-1 (mix)
- 6 januari 1983 Örebro-Sirius 1-2 (mix)

- 9 januari 1983 Broberg-Örebro 5-3 (mix)
- 9 januari 1983 Edsbyn-Villa 3-4 (mix)
- 9 januari 1983 Sirius-Ale Surte 2-4 (mix)
- 9 januari 1983 Västerås-Nässjö 6-1 (mix)
- 9 januari 1983 Boltic-Bollnäs 3-4 (mix)
- 9 januari 1983 Motala-Sandviken 6-4 (mix)
- 9 januari 1983 Vetlanda-Ljusdal 3-3 (mix)
- 9 januari 1983 Vänersborg-Selånger 1-5 (mix)

- 11 januari 1983 Bollnäs-Sirius 2-6
- 11 januari 1983 Ljusdal-Västerås 6-2
- 11 januari 1983 Sandviken-Edsbyn 2-1
- 11 januari 1983 Selånger-Broberg 4-1

- 15 januari 1983 Broberg-Vetlanda 5-4 (mix)
- 15 januari 1983 Edsbyn-Boltic 5-2 (mix)
- 15 januari 1983 Sirius-Vänersborg 6-4 (mix)
- 15 januari 1983 Västerås-Motala 3-5 (mix)
- 15 januari 1983 Ale Surte-Sandviken 8-4 (mix)
- 15 januari 1983 Nässjö-Ljusdal 3-3 (mix)
- 15 januari 1983 Villa-Selånger 7-4 (mix)
- 15 januari 1983 Örebro-Bollnäs 6-3 (mix)

- 16 januari 1983 Broberg-Boltic 1-3 (mix)
- 16 januari 1983 Edsbyn-Motala 3-1 (mix)
- 16 januari 1983 Sirius-Vetlanda 3-3 (mix)
- 16 januari 1983 Västerås-Vänersborg 3-6 (mix)
- 16 januari 1983 Ale Surte-Bollnäs 2-5 (mix)
- 16 januari 1983 Nässjö-Sandviken 4-2 (mix)
- 16 januari 1983 Villa-Ljusdal 9-3 (mix)
- 16 januari 1983 Örebro-Selånger 1-3 (mix)

- 25 januari 1983 Bollnäs-Västerås 3-7
- 25 januari 1983 Ljusdal-Sirius 3-1
- 25 januari 1983 Sandviken-Broberg 6-3
- 25 januari 1983 Selånger-Edsbyn 4-5

- 28 januari 1983 Broberg-Ljusdal 4-3
- 28 januari 1983 Edsbyn-Bollnäs 8-0
- 28 januari 1983 Västerås-Sandviken 5-2
- 28 januari 1983 Sirius-Selånger 5-3

- 30 januari 1983 Bollnäs-Motala 3-2 (mix)
- 30 januari 1983 Ljusdal-Vänersborg 7-2 (mix)
- 30 januari 1983 Sandviken-Vetlanda 2-4 (mix)
- 30 januari 1983 Selånger-Boltic 1-1 (mix)
- 30 januari 1983 Ale Surte-Edsbyn 3-5 (mix)
- 30 januari 1983 Nässjö-Broberg 0-8 (mix)
- 30 januari 1983 Villa-Sirius 2-3 (mix)
- 30 januari 1983 Örebro-Västerås 3-6 (mix)

- 4 februari 1983 Broberg-Ale Surte 3-3 (mix)
- 4 februari 1983 Edsbyn-Örebro 9-3 (mix)
- 4 februari 1983 Sirius-Nässjö 4-4 (mix)
- 4 februari 1983 Västerås-Villa 6-3 (mix)
- 4 februari 1983 Boltic-Sandviken 3-2 (mix)
- 4 februari 1983 Motala-Ljusdal 3-3 (mix)
- 4 februari 1983 Vetlanda-Selånger 5-4 (mix)
- 4 februari 1983 Vänersborg-Bollnäs 1-4 (mix)

- 7 februari 1983 Bollnäs-Ljusdal 1-6
- 8 februari 1983 Broberg-Edsbyn 2-2
- 8 februari 1983 Selånger-Sandviken 2-2
- 8 februari 1983 Sirius-Västerås 4-2

- 23 februari 1983 Bollnäs-Broberg 3-6
- 23 februari 1983 Ljusdal-Edsbyn 5-4
- 23 februari 1983 Sandviken-Sirius 3-1
- 23 februari 1983 Västerås-Selånger 6-5

- 25 februari 1983 Broberg-Sirius 4-7
- 25 februari 1983 Edsbyn-Västerås 7-2
- 25 februari 1983 Sandviken-Bollnäs 7-3
- 25 februari 1983 Selånger-Ljusdal 3-7

- 1 mars 1983 Bollnäs-Selånger 3-6
- 1 mars 1983 Ljusdal-Sandviken 8-3
- 1 mars 1983 Sirius-Edsbyn 7-3
- 1 mars 1983 Västerås-Broberg 4-3

### Södergruppen
- 28 november 1982 Ale Surte SK-Vetlanda BK 4-6
- 28 november 1982 Nässjö IF-IFK Motala 1-3
- 28 november 1982 Villa BK-IF Boltic 4-4
- 28 november 1982 Örebro SK-IFK Vänersborg 6-3

- 4 december 1982 Bollnäs-Villa 3-5 (mix)
- 4 december 1982 Sandviken-Örebro 5-2 (mix)
- 4 december 1982 Selånger-Nässjö 8-4 (mix)
- 4 december 1982 Ljusdal-Ale Surte 3-1 (mix)
- 4 december 1982 Boltic-Västerås 9-1 (mix)
- 4 december 1982 Motala-Sirius 2-2 (mix)
- 4 december 1982 Vetlanda-Edsbyn 2-6 (mix)
- 4 december 1982 Vänersborg-Broberg 2-5 (mix)

- 5 december 1982 Bollnäs-Nässjö 8-4 (mix)
- 5 december 1982 Ljusdal-Örebro 6-4 (mix)
- 5 december 1982 Sandviken-Villa 5-6 (mix)
- 5 december 1982 Selånger-Ale Surte 2-3 (mix)
- 5 december 1982 Boltic-Sirius 7-1 (mix)
- 5 december 1982 Motala-Broberg 0-1 (mix)
- 5 december 1982 Vetlanda-Västerås 6-3 (mix)
- 5 december 1982 Vänersborg-Edsbyn 6-11 (mix)

- 12 december 1982 Ale Surte-Vänersborg 5-4
- 12 december 1982 Nässjö-Boltic 2-7
- 12 december 1982 Villa-Motala 1-1
- 12 december 1982 Örebro-Vetlanda 6-6

- 19 december 1982 Vetlanda-Villa 5-4
- 19 december 1982 Vänersborg-Nässjö 4-5
- 19 december 1982 Örebro-Motala 6-4
- 22 december 1982 Ale Surte-Boltic 0-7

- 26 december 1982 Boltic-Örebro 9-2
- 26 december 1982 Motala-Ale Surte 3-2
- 26 december 1982 Nässjö-Vetlanda 2-4
- 26 december 1982 Villa-Vänersborg 11-2

- 28 december 1982 Ale Surte-Villa 6-5
- 28 december 1982 Vetlanda-Boltic 6-6
- 28 december 1982 Vänersborg-Motala 4-8
- 28 december 1982 Örebro-Nässjö 4-5

- 31 december 1982 Ale Surte-Nässjö 5-1
- 31 december 1982 Boltic-Vänersborg 8-3
- 31 december 1982 Vetlanda-Motala 2-4
- 31 december 1982 Villa-Örebro 7-3

- 2 januari 1983 Motala-Boltic 5-1
- 2 januari 1983 Nässjö-Villa 4-9
- 2 januari 1983 Vänersborg-Vetlanda 0-7
- 2 januari 1983 Örebro-Ale Surte 3-1

- 6 januari 1983 Bollnäs-Vetlanda 2-2 (mix)
- 6 januari 1983 Ljusdal-Boltic 2-6 (mix)
- 6 januari 1983 Sandviken-Vänersborg 8-3 (mix)
- 6 januari 1983 Selånger-Motala 1-3 (mix)
- 6 januari 1983 Ale Surte-Västerås 7-4 (mix)
- 6 januari 1983 Nässjö-Edsbyn 2-3 (mix)
- 6 januari 1983 Villa-Broberg 2-1 (mix)
- 6 januari 1983 Örebro-Sirius 1-2 (mix)

- 9 januari 1983 Broberg-Örebro 5-3 (mix)
- 9 januari 1983 Edsbyn-Villa 3-4 (mix)
- 9 januari 1983 Sirius-Ale Surte 2-4 (mix)
- 9 januari 1983 Västerås-Nässjö 6-1 (mix)
- 9 januari 1983 Boltic-Bollnäs 3-4 (mix)
- 9 januari 1983 Motala-Sandviken 6-4 (mix)
- 9 januari 1983 Vetlanda-Ljusdal 3-3 (mix)
- 9 januari 1983 Vänersborg-Selånger 1-5 (mix)

- 11 januari 1983 Boltic-Nässjö 11-2
- 11 januari 1983 Motala-Villa 2-8
- 11 januari 1983 Vetlanda-Örebro 6-1
- 11 januari 1983 Vänersborg-Ale Surte 2-4

- 15 januari 1983 Broberg-Vetlanda 5-4 (mix)
- 15 januari 1983 Edsbyn-Boltic 5-2 (mix)
- 15 januari 1983 Sirius-Vänersborg 6-4 (mix)
- 15 januari 1983 Västerås-Motala 3-5 (mix)
- 15 januari 1983 Ale Surte-Sandviken 8-4 (mix)
- 15 januari 1983 Nässjö-Ljusdal 3-3 (mix)
- 15 januari 1983 Villa-Selånger 7-4 (mix)
- 15 januari 1983 Örebro-Bollnäs 6-3 (mix)

- 16 januari 1983 Broberg-Boltic 1-3 (mix)
- 16 januari 1983 Edsbyn-Motala 3-1 (mix)
- 16 januari 1983 Sirius-Vetlanda 3-3 (mix)
- 16 januari 1983 Västerås-Vänersborg 3-6 (mix)
- 16 januari 1983 Ale Surte-Bollnäs 2-5 (mix)
- 16 januari 1983 Nässjö-Sandviken 4-2 (mix)
- 16 januari 1983 Villa-Ljusdal 9-3 (mix)
- 16 januari 1983 Örebro-Selånger 1-3 (mix)

- 25 januari 1983 Boltic-Villa 8-4
- 25 januari 1983 Motala-Nässjö 8-1
- 25 januari 1983 Vetlanda-Ale Surte 6-5
- 25 januari 1983 Vänersborg-Örebro 2-4

- 28 januari 1983 Boltic-Vetlanda 7-5
- 28 januari 1983 Motala-Vänersborg 8-4
- 28 januari 1983 Nässjö-Örebro 6-3
- 28 januari 1983 Villa-Ale Surte 10-6

- 30 januari 1983 Bollnäs-Motala 3-2 (mix)
- 30 januari 1983 Ljusdal-Vänersborg 7-2 (mix)
- 30 januari 1983 Sandviken-Vetlanda 2-4 (mix)
- 30 januari 1983 Selånger-Boltic 1-1 (mix)
- 30 januari 1983 Ale Surte-Edsbyn 3-5 (mix)
- 30 januari 1983 Nässjö-Broberg 0-8 (mix)
- 30 januari 1983 Villa-Sirius 2-3 (mix)
- 30 januari 1983 Örebro-Västerås 3-6 (mix)

- 4 februari 1983 Broberg-Ale Surte 3-3 (mix)
- 4 februari 1983 Edsbyn-Örebro 9-3 (mix)
- 4 februari 1983 Sirius-Nässjö 4-4 (mix)
- 4 februari 1983 Västerås-Villa 6-3 (mix)
- 4 februari 1983 Boltic-Sandviken 3-2 (mix)
- 4 februari 1983 Motala-Ljusdal 3-3 (mix)
- 4 februari 1983 Vetlanda-Selånger 5-4 (mix)
- 4 februari 1983 Vänersborg-Bollnäs 1-4 (mix)

- 8 februari 1983 Ale Surte-Motala 4-5
- 8 februari 1983 Vetlanda-Nässjö 5-2
- 8 februari 1983 Vänersborg-Villa 2-6
- 8 februari 1983 Örebro-Boltic 4-6

- 23 februari 1983 Boltic-Ale Surte 6-0
- 23 februari 1983 Motala-Örebro 4-4
- 23 februari 1983 Nässjö-Vänersborg 7-2
- 23 februari 1983 Villa-Vetlanda 9-7

- 25 februari 1983 Ale Surte-Örebro 4-7
- 25 februari 1983 Boltic-Motala 3-3
- 25 februari 1983 Vetlanda-Vänersborg 11-3
- 25 februari 1983 Villa-Nässjö 7-3

- 1 mars 1983 Motala-Vetlanda 5-2
- 1 mars 1983 Nässjö-Ale Surte 5-7
- 1 mars 1983 Vänersborg-Boltic 3-8
- 1 mars 1983 Örebro-Villa 4-6

## Slutspel om svenska mästerskapet 1983

### Kvartsfinaler (bäst av tre)
- 4 mars 1983: IF Boltic-Ljusdals BK 7-3
- 4 mars 1983: IK Sirius-Vetlanda BK 4-1
- 4 mars 1983: Edsbyns IF-IFK Motala 3-2
- 4 mars 1983: Villa BK-Brobergs IF 4-2

- 6 mars 1983: Ljusdals BK-IF Boltic 4-5 (IF Boltic vidare med 2-0 i matcher)
- 6 mars 1983: Vetlanda BK-IK Sirius 2-3 (IK Sirius vidare med 2-0 i matcher)
- 6 mars 1983: IFK Motala-Edsbyns IF 4-3
- 6 mars 1983: Brobergs IF-Villa BK 4-6 (Villa BK vidare med 2-0 i matcher)

- 8 mars 1983: Edsbyns IF-IFK Motala 3-5 (IFK Motala vidare med 2-1 i matcher)

### Semifinaler (bäst av tre)
- 11 mars 1983: IF Boltic-IK Sirius 8-2
- 11 mars 1983: Villa BK-IFK Motala 3-0

- 13 mars 1983: IK Sirius-IF Boltic 1-2 (IF Boltic vidare med 2-0 i matcher)
- 13 mars 1983: IFK Motala-Villa BK 0-5 (Villa BK vidare med 2-0 i matcher)

### Final
- 20 mars 1983: IF Boltic-Villa BK 0-0, 5-0 i förlängning (Söderstadion, Stockholm)